# Circuit Het Nieuwsblad féminin 2015
Pour la course masculine, voir Circuit Het Nieuwsblad 2015.
La 10e édition du Circuit Het Nieuwsblad féminin a eu lieu le 28 février 2015. La course fait partie du calendrier international féminin UCI 2015 en catégorie 1.2. C'est également la première épreuve internationale disputée en Europe pour les féminines et est considérée comme le début de la saison des classiques.

## Équipes
| Équipe continentale- Parkhotel Valkenburg Équipes féminines professionnelles (18)- Alé Cipollini - BePink LaClassica - Bigla - Boels Dolmans - Hitec Products - Inpa Sottoli Bianchi Giusfredi - Lensworld-Zannata - Liv-Plantur - Lointek - Lotto Soudal Ladies - Matrix Fitness - Orica-AIS - Poitou-Charentes.Futuroscope.86 - Rabo Liv Women - Team Rytger - Topsport Vlaanderen-Pro-Duo - Velocio-SRAM - Wiggle Honda Équipe nationale- États-Unis Équipe féminines amateur (5)- Autoglas Wetteren - Isorex - Keukens Redant - Napoleon Games Ladies Team - Wielerclub de sprinters Malderen |
| |

## Récit de la course
Une première sélection a lieu dans la côte du Trieu, puis dans le Paterberg. Un groupe d'une trentaine de coureuses se présentent au pied de la dernière ascension du jour : le Molenberg. Dans celui-ci, Anna van der Breggen et Ellen van Dijk s'échappent. La première attaque dans la Paddestraat mais ne parvient pas à distancer van Dijk. La victoire se joue au sprint et Anna van der Breggen se montre la plus rapide. Le sprint du groupe des poursuivantes est réglé par Elizabeth Armitstead.

## Classements

### Classement final
| \| Classement général \| Classement général \| Classement général \| Classement général \| Classement général \| \| Coureuse \| Coureuse \| Pays \| Équipe \| Temps \| \| ------------------ \| -------------------- \| ------------------ \| ------------------- \| ------------------ \| \| 1re \| Anna van der Breggen \| Pays-Bas \| Rabo Liv Women \| 3 h 32 min 16 s \| \| 2e \| Ellen van Dijk \| Pays-Bas \| Boels Dolmans \| + 0 s \| \| 3e \| Lizzie Armitstead \| Royaume-Uni \| Boels Dolmans \| + 14 s \| \| 4e \| Chantal Blaak \| Pays-Bas \| Boels Dolmans \| + 14 s \| \| 5e \| Tiffany Cromwell \| Australie \| Velocio-SRAM \| + 14 s \| \| 6e \| Elena Cecchini \| Italie \| Lotto Soudal Ladies \| + 14 s \| \| 7e \| Amy Pieters \| Pays-Bas \| Liv-Plantur \| + 14 s \| \| 8e \| Christine Majerus \| Luxembourg \| Boels Dolmans \| + 14 s \| \| 9e \| Trixi Worrack \| Allemagne \| Velocio-SRAM \| + 14 s \| \| 10e \| Roxane Knetemann \| Pays-Bas \| Rabo Liv Women \| + 14 s \| |                      |             |                     |                 |
| |                      |             |                     |                 |
| Source : Cycling Quotient |                      |             |                     |                 |
| Classement général |                      |             |                     |                 |
| Coureuse | Coureuse             | Pays        | Équipe              | Temps           |
| 1re | Anna van der Breggen | Pays-Bas    | Rabo Liv Women      | 3 h 32 min 16 s |
| 2e | Ellen van Dijk       | Pays-Bas    | Boels Dolmans       | + 0 s           |
| 3e | Lizzie Armitstead    | Royaume-Uni | Boels Dolmans       | + 14 s          |
| 4e | Chantal Blaak        | Pays-Bas    | Boels Dolmans       | + 14 s          |
| 5e | Tiffany Cromwell     | Australie   | Velocio-SRAM        | + 14 s          |
| 6e | Elena Cecchini       | Italie      | Lotto Soudal Ladies | + 14 s          |
| 7e | Amy Pieters          | Pays-Bas    | Liv-Plantur         | + 14 s          |
| 8e | Christine Majerus    | Luxembourg  | Boels Dolmans       | + 14 s          |
| 9e | Trixi Worrack        | Allemagne   | Velocio-SRAM        | + 14 s          |
| 10e | Roxane Knetemann     | Pays-Bas    | Rabo Liv Women      | + 14 s          |

### Barème des points UCI
| Position,          | 1er | 2e | 3e | 4e | 5e | 6e | 7e | 8e | 9e | 10e |
| Classement général | 40  | 30 | 16 | 12 | 10 | 8  | 6  | 3  | 2  | 1   |